# John Field

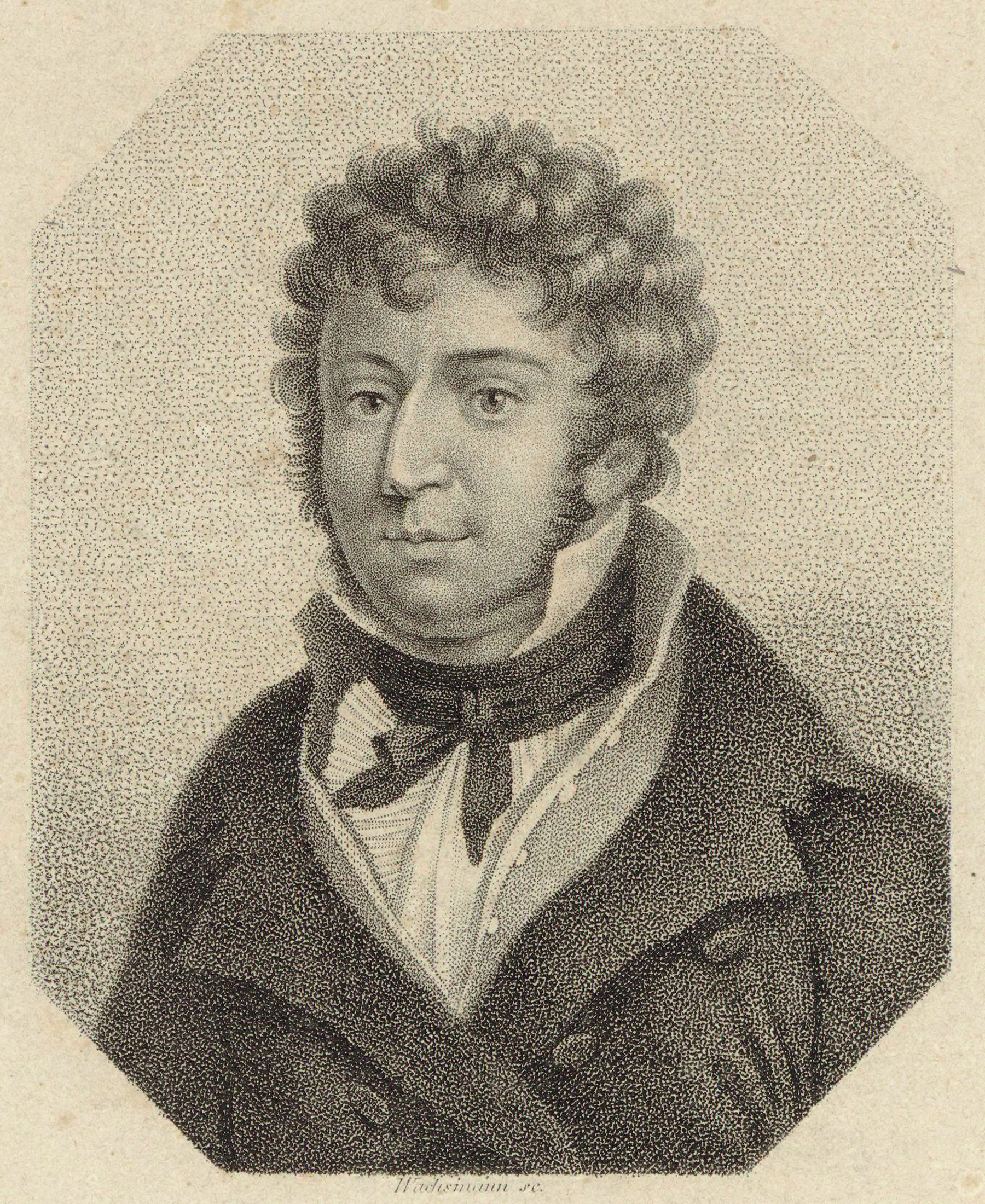
John Field.

John Field (Dublín, 26 de julio de 1782 - Moscú, 23 de enero de 1837) fue un compositor y pianista irlandés, conocido por ser el primer compositor que diera el nombre de nocturnos a estos y considerado el padre del nocturno romántico. Fue muy bien visto por sus contemporáneos y por su forma de tocar y las composiciones influyeron en muchos compositores importantes, como Chopin, Brahms, Schumann y Liszt.
Nacido en Dublín en 1782, Field inició sus estudios de piano con su abuelo, del mismo nombre, organista profesional, y, más tarde, con Tommaso Giordani -músico de origen napolitano-. Fue el hijo mayor de Robert Field, de profesión violinista. 
Debutó a los 9 años, con una buena acogida. Su familia se trasladó a Bath en 1793, y, posteriormente, el mismo año, a Londres. Allí, su padre consiguió que recibiera clases del pianista, compositor y constructor de pianos Muzio Clementi. Atrajo favorables comentarios de Joseph Haydn por sus interpretaciones. A los 17 años presentó su primer concierto para piano (escribió un total de siete). Considerado un excelente pianista, no se le tuvo en la misma consideración hasta que en 1801 publicara su primer conjunto de sonatas para piano, dedicadas a Clementi.
En 1801 Field acompañó en una gira por París y Viena a Clementi (en Viena recibió algunas clases de Johann Georg Albrechtsberger. Cuando Clementi se trasladó a Rusia, Field le acompañó como demostrador de pianos. Field consolidó su propia carrera como concertista, dividiendo sus actuaciones entre Moscú y San Petersburgo, pasando a residir en dicha ciudad a partir de su matrimonio, en 1810. Su buena posición económica, complementada con los ingresos obtenidos como profesor, hace que su estilo de vida pasara por ser extravagante, con toques de "bon vivant", y tuvo, fruto de sus aventuras, un hijo ilegítimo.
En 1831, y con la salud deteriorada debido a un doloroso cáncer de recto, fue a Londres para seguir el tratamiento médico. Regresó a Rusia, pasando por Francia e Italia, donde estuvo nueve meses hospitalizado en Nápoles. Ayudado por una familia aristocrática rusa, regresó a Moscú en 1835. Allí compuso sus últimos nocturnos durante sus últimos dieciséis meses de vida. Murió en Moscú.